# Салкын-Чишма (Ютазинский район)
 Салкын-Чишма — деревня в Ютазинском районе Татарстана. Входит в состав Каракашлинского сельского поселения.

## География
Находится в юго-восточной части Татарстана на расстоянии приблизительно 12 км на запад-северо-запад по прямой от районного центра поселка Уруссу у речки Ютаза.

## История
Основана в 1920-х годах.

## Население
Постоянных жителей было: в 1922—255, в 1926—287, в 1938—292, в 1949—273, в 1958—269, в 1970—292, в 1979—222, в 1989—136, в 2002 году 116 (татары 94 %), в 2010 году 120.